# Oui Oui Si Si Ja Ja Da Da
Oui Oui Si Si Ja Ja Da Da is het tiende studioalbum van de Britse ska-popband Madness. Het verscheen in oktober 2012 op het Lucky 7-label en is opgenomen met meerdere producers naast het gebruikelijke duo Clive Langer en Alan Winstanley. 
De albumtitel bestaat uit het woord "ja" in vier talen (Frans, Spaans, Duits/Nederlands en Russisch).
Het hoesontwerp is van de Britse kunstenaar Peter Blake, die ook de hoes van Sgt. Pepper's Lonely Hearts Club Band van The Beatles uit 1967 ontwierp.
De eerste single van het album is het feitelijke titelnummer My Girl 2, begin 2013 gevolgd door Never Knew Your Name en How Can I Tell You. In april verscheen de luxe heruitgave met onder andere een live-dvd en restopnamen zoals een nieuwe versie van de John Lennon-cover Oh My Love (oorspronkelijk bedoeld voor het covers-album The Dangermen Sessions Vol. 1). Op de nieuwe hoes beelden de bandleden de afgekeurde titels uit en is Peter Blake voor het eerst zelf ook te zien (als Mozes).

## Tracklist
| 1.                 | My girl 2            | 2:50 |
| 2.                 | Never knew your name | 3:28 |
| 3.                 | La luna              | 3:38 |
| 4.                 | How can I tell you   | 3:18 |
| 5.                 | Kitchen floor        | 3:21 |
| 6.                 | Misery               | 3:16 |
| 7.                 | Leon                 | 3:48 |
| 8.                 | Circus freaks        | 3:15 |
| 9.                 | So alive             | 2:58 |
| 10.                | Small world          | 3:46 |
| 11.                | Death of a rude boy  | 3:58 |
| 12.                | Powder blue          | 3:47 |
| 13.                | Black and blue       | 3:01 |
| 14.                | My girl 2            | 3:01 |
| Totale duur: 47:25 |                      |      |

## Hitnoteringen

### NederlandseAlbum Top 100
| Hitnotering: 03-11-2012 t/m | Hitnotering: 03-11-2012 t/m | Hitnotering: 03-11-2012 t/m | Hitnotering: 03-11-2012 t/m | Hitnotering: 03-11-2012 t/m | Hitnotering: 03-11-2012 t/m | Hitnotering: 03-11-2012 t/m | Hitnotering: 03-11-2012 t/m | Hitnotering: 03-11-2012 t/m | Hitnotering: 03-11-2012 t/m | Hitnotering: 03-11-2012 t/m | Hitnotering: 03-11-2012 t/m | Hitnotering: 03-11-2012 t/m | Hitnotering: 03-11-2012 t/m | Hitnotering: 03-11-2012 t/m | Hitnotering: 03-11-2012 t/m | Hitnotering: 03-11-2012 t/m | Hitnotering: 03-11-2012 t/m | Hitnotering: 03-11-2012 t/m | Hitnotering: 03-11-2012 t/m | Hitnotering: 03-11-2012 t/m |
| Week:                       | 1                           | 2                           | 3                           | 4                           | 5                           | 6                           | 7                           | 8                           | 9                           | 10                          | 11                          | 12                          | 13                          | 14                          | 15                          | 16                          | 17                          | 18                          | 19                          | 20                          |
| --------------------------- | --------------------------- | --------------------------- | --------------------------- | --------------------------- | --------------------------- | --------------------------- | --------------------------- | --------------------------- | --------------------------- | --------------------------- | --------------------------- | --------------------------- | --------------------------- | --------------------------- | --------------------------- | --------------------------- | --------------------------- | --------------------------- | --------------------------- | --------------------------- |
| Positie:                    | 81                          | 37                          |                             |                             |                             |                             |                             |                             |                             |                             |                             |                             |                             |                             |                             |                             |                             |                             |                             |                             |

### VlaamseUltratop 200Albums
| Hitnotering: 10-11-2012 t/m | Hitnotering: 10-11-2012 t/m | Hitnotering: 10-11-2012 t/m | Hitnotering: 10-11-2012 t/m | Hitnotering: 10-11-2012 t/m | Hitnotering: 10-11-2012 t/m | Hitnotering: 10-11-2012 t/m | Hitnotering: 10-11-2012 t/m | Hitnotering: 10-11-2012 t/m | Hitnotering: 10-11-2012 t/m | Hitnotering: 10-11-2012 t/m | Hitnotering: 10-11-2012 t/m | Hitnotering: 10-11-2012 t/m | Hitnotering: 10-11-2012 t/m | Hitnotering: 10-11-2012 t/m | Hitnotering: 10-11-2012 t/m | Hitnotering: 10-11-2012 t/m | Hitnotering: 10-11-2012 t/m | Hitnotering: 10-11-2012 t/m | Hitnotering: 10-11-2012 t/m | Hitnotering: 10-11-2012 t/m |
| Week:                       | 1                           | 2                           | 3                           | 4                           | 5                           | 6                           | 7                           | 8                           | 9                           | 10                          | 11                          | 12                          | 13                          | 14                          | 15                          | 16                          | 17                          | 18                          | 19                          | 20                          |
| --------------------------- | --------------------------- | --------------------------- | --------------------------- | --------------------------- | --------------------------- | --------------------------- | --------------------------- | --------------------------- | --------------------------- | --------------------------- | --------------------------- | --------------------------- | --------------------------- | --------------------------- | --------------------------- | --------------------------- | --------------------------- | --------------------------- | --------------------------- | --------------------------- |
| Positie:                    | 171                         |                             |                             |                             |                             |                             |                             |                             |                             |                             |                             |                             |                             |                             |                             |                             |                             |                             |                             |                             |

Suggs · Mike Barson · Lee Thompson · Chris Foreman · Mark Bedford · Daniel Woodgate · Chas Smash